# Hiroshi Kobayashi (Fußballspieler)
Hiroshi Kobayashi (japanisch 小林 寛 Kobayashi Hiroshi; * 17. März 1959 in der Präfektur Ibaraki) ist ein ehemaliger japanischer Fußballspieler.

## Karriere
Kobayashi erlernte das Fußballspielen in der Schulmannschaft der Hitachi Daiichi High School und der Universitätsmannschaft der Chūō-Universität. Seinen ersten Vertrag unterschrieb er 1981 bei den Furukawa Electric. Der Verein spielte in der höchsten Liga des Landes, der Japan Soccer League. Mit dem Verein wurde er 1985/86 japanischer Meister. 1982 und 1986 gewann er mit dem Verein den JSL Cup. Für den Verein absolvierte er 111 Erstligaspiele. Ende 1989 beendete er seine Karriere als Fußballspieler.

## Erfolge
Furukawa Electric
- Japan Soccer League

Meister: 1985/86
- JSL Cup

Sieger: 1982, 1986
- Kaiserpokal

Finalist: 1984